# Benjamín Roca García
Benjamín Roca García (Lima, 22 de septiembre de 1868-ib. 
19 de mayo de 1948) fue un agricultor y político peruano. Fue ministro de Hacienda en el segundo gobierno de Óscar R. Benavides (1933-1935 y 1937-1938), y el primer ministro de Agricultura de Perú, durante el primer gobierno de Manuel Prado Ugarteche (1943).

## Biografía
Hijo de Pedro José Roca Boloña y Aurora García Sacio. Nieto de Bernardo Roca y Garzón, un próspero comerciante guayaquileño que se había establecido en Lima.
El 24 de noviembre de 1933, durante el segundo gobierno de Óscar R. Benavides, fue nombrado ministro de Hacienda y Comercio, integrando el Consejo de Ministros presidido por José de la Riva Agüero y Osma. Permaneció en dicho cargo hasta el 21 de mayo de 1935, cuando fue reemplazado por Fernando Tola Cires.
El 29 de octubre de 1937 volvió a juramentar como ministro de Hacienda, esta vez formando parte del gabinete ministerial presidido por el coronel Ernesto Montagne Markholz. Se mantuvo en dicho cargo hasta el 1 de diciembre de 1938.
Al crearse el ministerio de Agricultura y Alimentación por Ley 9711 de 2 de enero de 1943 (primer gobierno de Manuel Prado Ugarteche), fue nombrado como titular de dicha cartera. Su juramentación se realizó el 4 de enero. El presidente del Consejo de Ministros era entonces Alfredo Solf y Muro.
Se mantuvo al frente del ministerio de Agricultura hasta el 15 de abril de 1943, cuando fue reemplazado por el ingeniero Godofredo Labarthe Durand.

## Descendencia
Fue padre de Benjamín Roca Muelle (1905-1983), empresario agrícola que fue secretario y amigo del presidente José Luis Bustamante y Rivero. Y abuelo de Benjamín Roca de la Jara (?-2016), político pepecista y uno de los fundadores del Instituto Libertad y Democracia.